# SN 1959G
SN 1959G – supernowa odkryta 24 sierpnia 1959 roku w galaktyce A201040-4356. Jej maksymalna jasność wynosiła 15,54m.